# Naaldenstraat

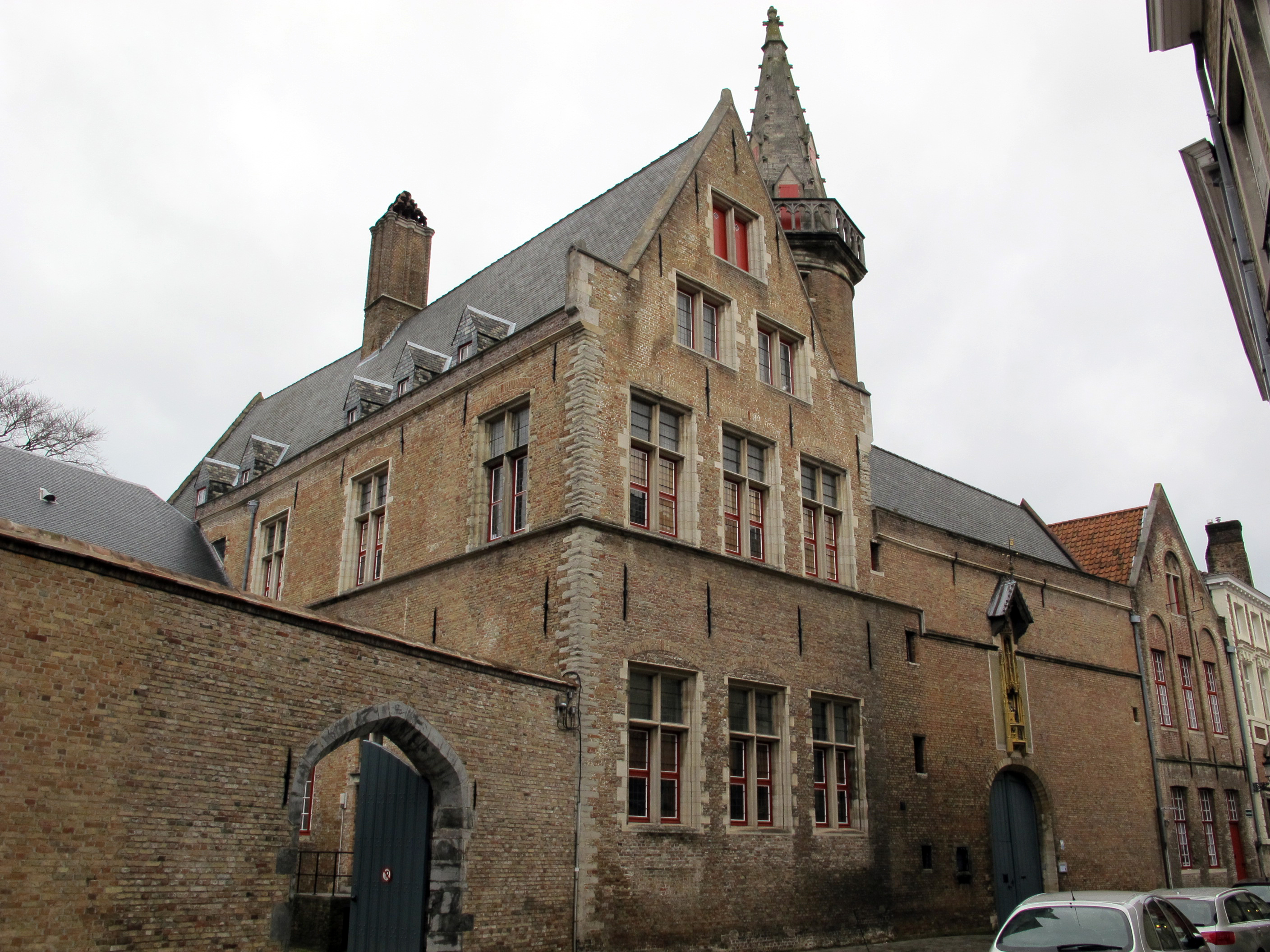
Het Hof Bladelin in de Naaldenstraat

De Naaldenstraat is een straat in Brugge.

## Beschrijving
De straatnaam komt voor het eerst voor in de stadsrekening in 1290, naar aanleiding van bestratingswerken:
- pro calceia in Naeldestrate.

De naam wordt ook vermeld in de stadsrekeningen van 1294, 1302 en 1305.
Adolf Duclos en Karel Verschelde schreven dat in deze straat een naaldenmarkt werd gehouden. Albert Schouteet was van deze uitleg niet helemaal overtuigd, maar hij vond er ook geen andere.
In de Naaldenstraat bevindt zich het monumentale herenhuis Hof van Gistel.